# SN 2006ji
SN 2006ji – supernowa typu Ia odkryta 20 września 2006 roku w galaktyce A203246+0055. W momencie odkrycia miała maksymalną jasność 21,70m.